# Aéroport de Port McNeill
L'aéroport de Port McNeill est un aéroport situé en Colombie-Britannique, au Canada.